# Rio Kansas
O rio Kansas ou rio Kaw (entre outros nomes) é um rio do nordeste do estado do Kansas, nos Estados Unidos, afluente do rio Missouri. Forma a parte mais a sudoeste da bacia do rio Missouri, que por sua vez é a parte mais a noroeste da extensa área drenada pelo rio Mississippi. Os seus dois nomes principais vêm dos ameríndios Kanza (Kaw) que habitaram a área; Kansas foi uma das anglicizações da transcrição francesa Cansez (IPA: [kɑ̃ze]) do original kką: ze. A cidade de Kansas City, no estado do Missouri, recebeu o nome do rio, tal como mais tarde o estado do Kansas.
O vale do rio tem uma média de 4,2 km de largura, com os pontos mais largos entre Wamego e Rossville, onde tem até 6,4 km de largura e depois estreita para 1,6 km ou menos em locais a jusante de Eudora e De Soto. Grande parte da bacia hidrográfica do rio está represada para controlo de inundações, mas o rio Kansas é geralmente de fluxo livre e possui apenas pequenas obstruções, incluindo açudes de desvio e uma barragem hidroelétrica de baixo impacto.

## Geografia

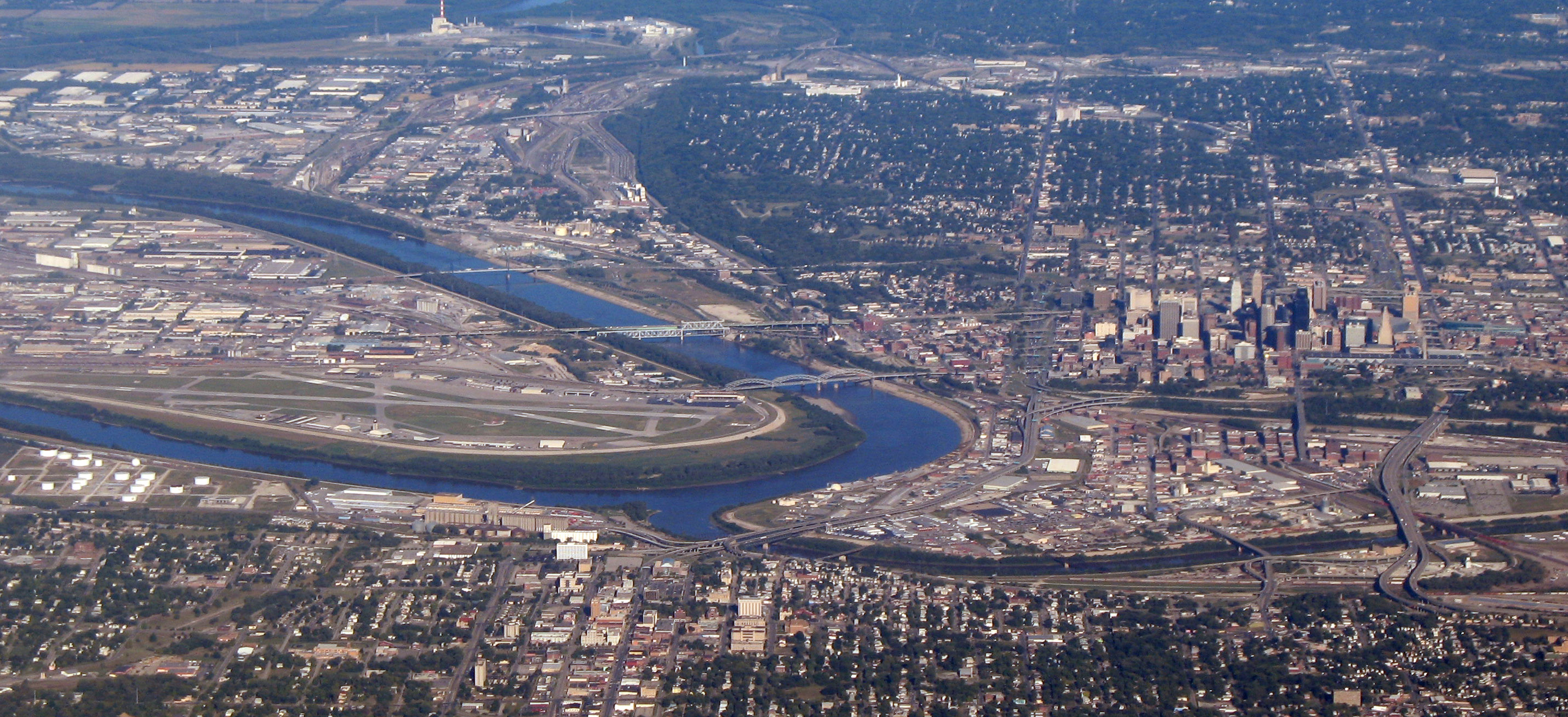
O rio Kansas na sua confluência com o rio Missouri

O rio Kansas nasce na confluência do rio Republican com o rio Smoky Hill, na parte centro-oriental do estado do Kansas. Desagua na margem direita do rio Missouri muito perto de Kansas City.

### Afluentes
Os principais afluentes do rio Kansas são:
- Rio Smoky Hill, uma das suas fontes, com comprimento de 901 km e uma bacia de 51.783 km². Percorre o Colorado e o Kansas.
- Rio Republican, a outra fonte, com comprimento de 716 km. Percorre o Nebraska e o Kansas.
- Rio Wakarusa, afluente pela esquerda, com comprimento de 130 km. Percorre o Kansas.
- Rio Big Blue, afluente pela esquerda, com comprimento de 402 km. Percorre o Nebraska e o Kansas.
- Rio Delaware, afluente pela esquerda, com comprimento de 151 km. Percorre o Kansas.

### Localidades principais atravessadas
As principais cidades que atravessa são:
| - Belvue - Bonner Springs - De Soto - Edwardsville | - Fort Riley - Kansas City - Lawrence - Lecompton | - Manhattan - Ogden - St. George - Shawnee | - Tecumseh - Topeka - Wamego - Willard |